# Cyclisme hivernal

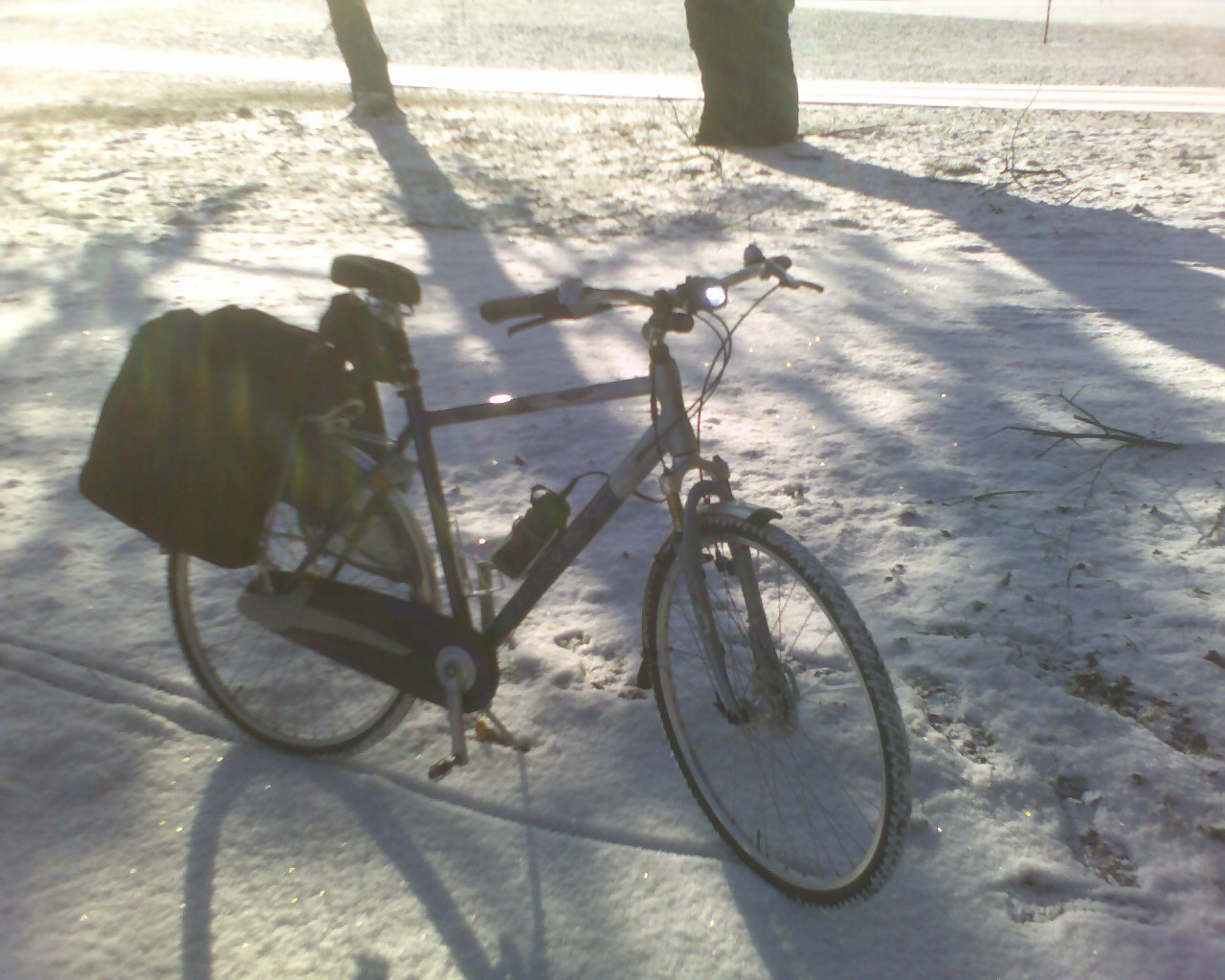
Un vélo modifié pour rouler en hiver.

Le cyclisme hivernal est l'utilisation d'un vélo pendant la saison froide, comme moyen de transport ou comme loisir sportif. Les conditions météorologiques et les problèmes d'adhérence liés à la neige, le verglas, la glace, et la neige fondue, occasionnent des problèmes spécifiques au cyclisme hivernal. Cela nécessite un équipement particulier pour le vélo comme pour le cycliste, ainsi qu'un mode de conduite différent.
Les équipements et techniques diffèrent selon la pratique : urbaine, tout terrain, sportive, utilitaire, etc. On distingue également la pratique sur la neige de la pratique sur la glace (sur des ruisseaux, des étangs, des lacs ou des fleuves gelés).

## Approches et équipement

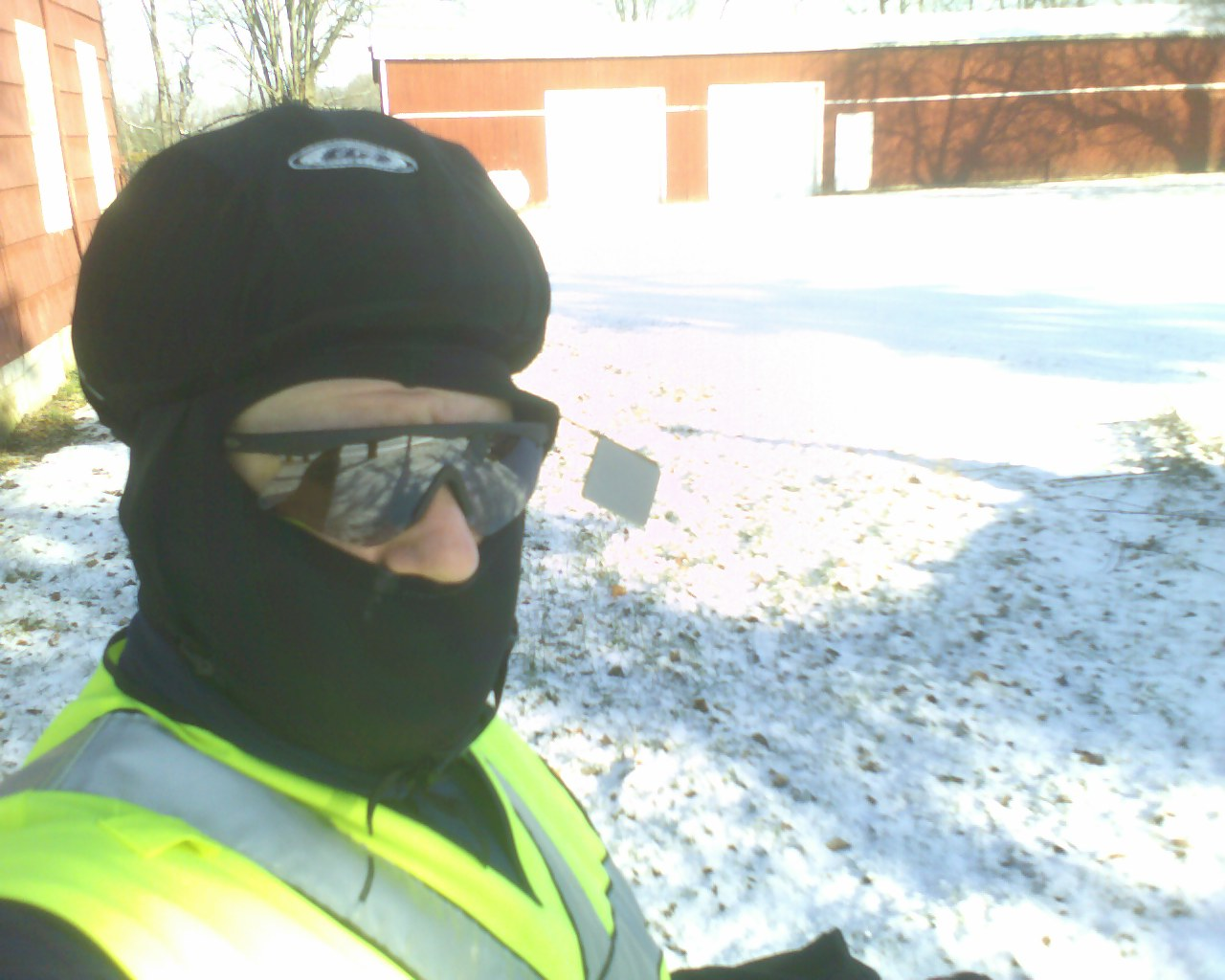
Un cycliste habillé pour l'hiver.

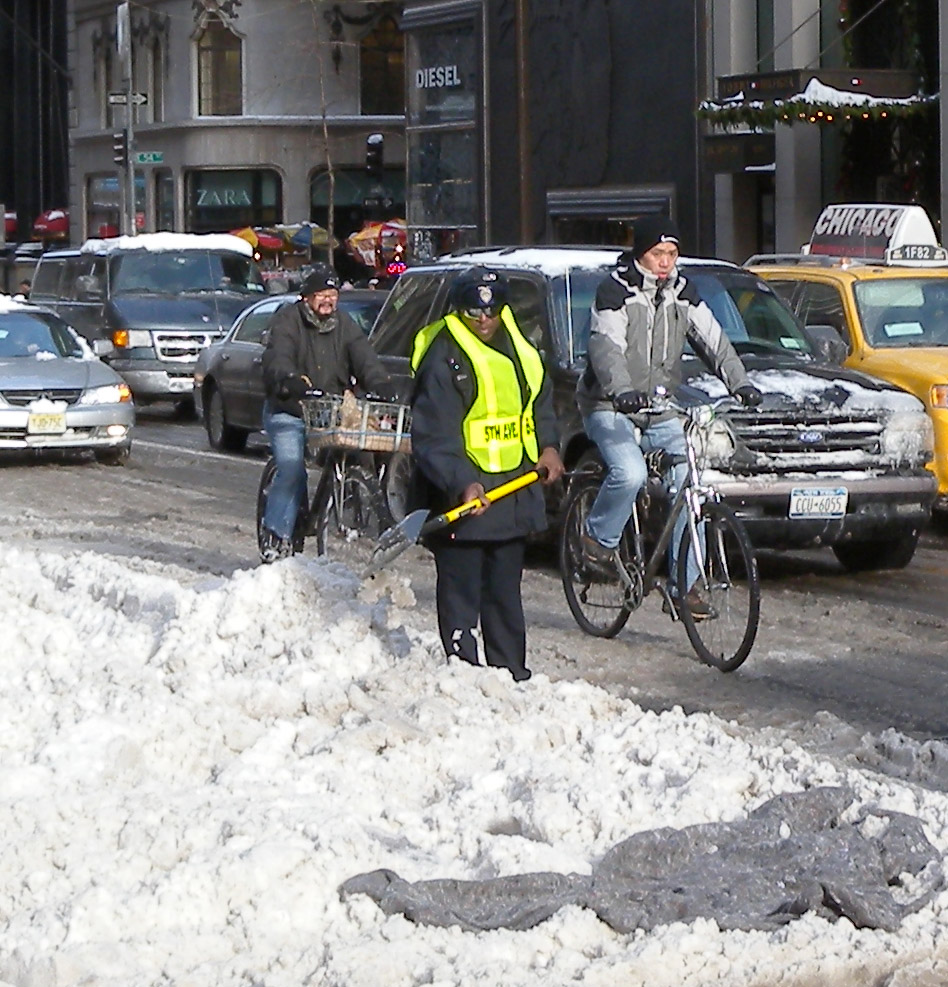
Des cyclistes en ville aux États-unis.

Les cyclistes utilisent différents types de vêtements selon le climat hivernal. Dans les climats frais et humides des régions côtières comme l'Oregon, l'Écosse ou le Maine, il y a beaucoup de pluie froide, de neige lourde et épaisse, et les rues sont régulièrement verglacées. Les régions sèches sont soumises à de forts vents froids, ce qui forme des congères. Les régions très froides comme les prairies canadiennes, l'intérieur de l'Alaska, le Groenland, l'Intérieur de la Norvège et la Finlande ont de la neige poudreuse sèche, des vents forts, qui peuvent faire baisser la température ressentie jusqu'à -20 ou -30 degrés Celsius.
Le cycliste hivernal doit planifier selon la longueur du trajet et l'itinéraire. S'il doit s'arrêter dans des secteurs peu urbanisés, à cause d'un problème mécanique, il peut souffrir d'hypothermie.

### Vêtements
Pour éviter un refroidissement lié à la transpiration, il est recommandé de porter plusieurs couches de vêtements, pouvant être enlevées. La matière est également importante. Le coton absorbe la sueur et perd sa capacité d'isolation lorsqu'il est mouillé et sèche très lentement. La laine ainsi que les matières synthétiques conservent leur capacité d'isolation lorsqu'elle sont mouillées. Toutes les tenues imperméables ne permettent pas d'évacuer la transpiration. Il est souvent difficile pour le cycliste de rester sec, car il est constamment arrosé par l'eau projetée par les voitures. Les solutions à ces problèmes sont les garde-boue, les sur-chaussures et les chaussettes de Gore-Tex.
Contrairement à d'autres activités hivernales, comme le ski par exemple, il est parfois plus difficile de garder les pieds chauds car ils sont moins actifs dans le cyclisme. Dans les régions avec des températures modérées d'hiver, les cyclistes peuvent porter des chaussures de sport ou de ville, avec plusieurs couches de chaussettes de laine. Dans les climats plus froids, les cyclistes peuvent porter des chaussures isolantes et/ou imperméables, des sur-chaussures, des bottes épaisses, ou des chaussures montantes avec plusieurs couches de chaussettes épaisses. Une autre option est d'utiliser des chaufferettes électriques à  piles ou des coussins chauffants chimiques.
Il est aussi souvent difficile de garder les mains au chaud. S'il fait vraiment froid (−30 °C), certains cyclistes utilisent des manchons sur les guidons ou utilisent des chaufferettes chimiques ou électrique.
Les casquettes, conçues pour maximiser la ventilation pendant les temps chauds, ne sont pas adaptées à la protection thermique de la tête et du visage du cycliste hivernal. Les couvertures de casque peuvent être utilisées pour obturer les trous dans les casques. Un bonnet peut être mis sous un casque pour augmenter l'isolation ; dans ce cas il faut modifier le réglage du casque ou utiliser un casque plus grand. Les cagoules adaptées à l'utilisation avec des casques, avec une partie supérieure fine et une partie basse plus épaisse, peuvent être utiles. Il est également possible d'utiliser des masques faciaux.
Beaucoup d'« icebikers » utilisent des casquettes de ski alpin, conçues pour une utilisation par grand froid et qui souvent, disposent de protège-oreilles. Ceux-ci sont parfois également disponibles pour les casques de bicyclette. Les lunettes de protection de ski et les masques faciaux permettent de garder le visage chaud et éviter les gelures par temps très froid.

## Pneus

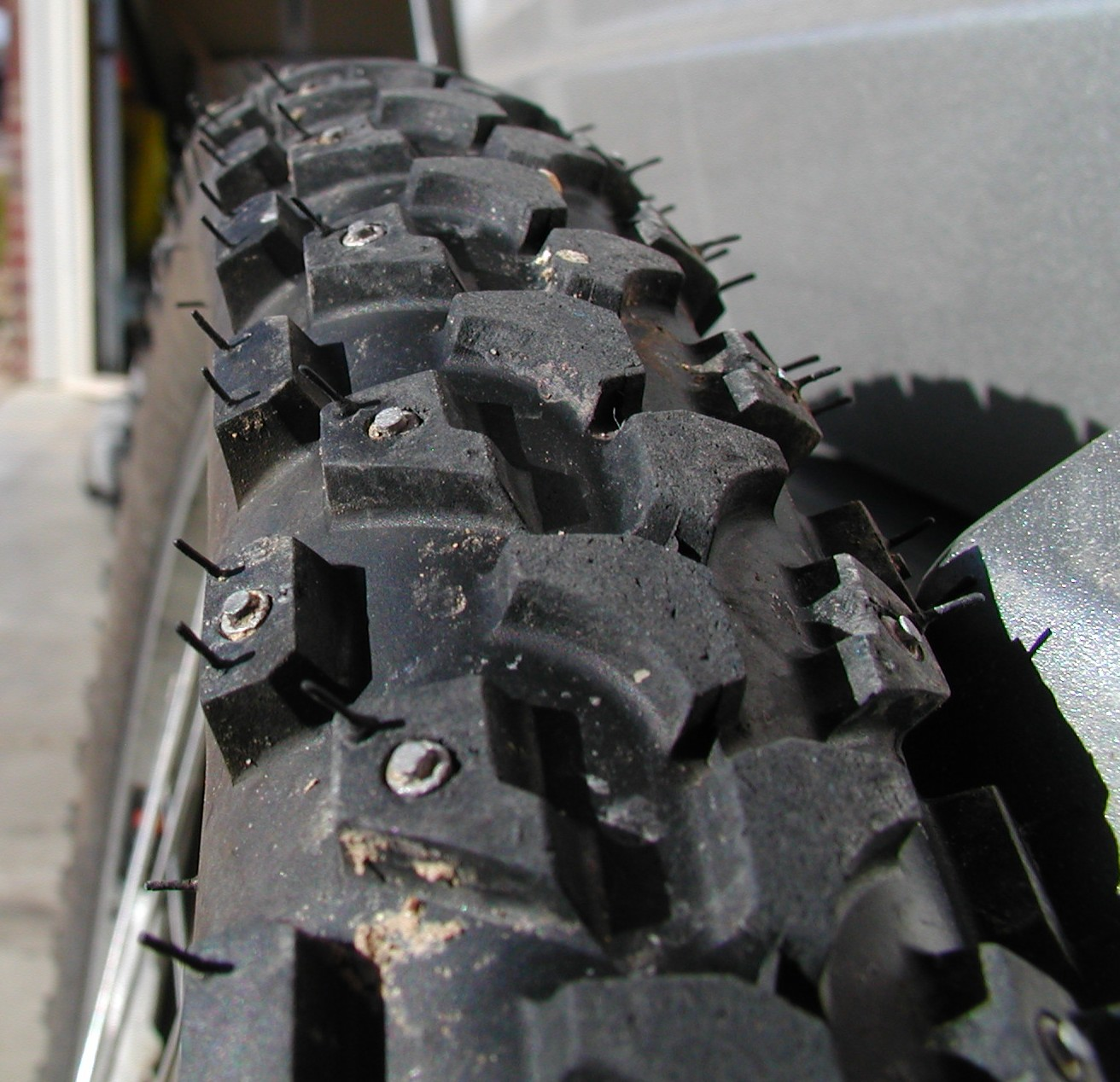
Un pneu clouté

Les constructeurs des pneus comme Nokian Renkaat, Schwalbe, Kenda et Continental produisent des pneus spécifiques pour la neige et la glace. Certains sont constitués d'une matière favorisant l'adhérence, mais la plupart comportent des clous permettant une meilleure accroche sur la glace. Le nombre de clous et la structure du pneu dépendent de la pratique, urbaine ou hors route.

## Attirer l'attention des chauffeurs
Pendant l'hiver, les automobilistes ont souvent des difficultés à voir les cyclistes parce que leurs pare-brises sont couverts de glace, neige, et/ou d'humidité (de l'haleine). Pour s'assurer d'être visibles des conducteurs, les cyclistes doivent porter des vêtements réfléchissants, des dispositifs réfléchissants et utiliser des éclairages fonctionnels. Si ceux-ci fonctionnent sur piles, il faut prévoir des piles de rechange. En effet avec le froid, l'autonomie d'une batterie ou d'une pile diminue beaucoup.

## Effets sur le vélo
Le sel et le sable utilisés sur les routes endommagent les vélos, essentiellement au niveau de la transmission. Il est recommandé de lubrifier régulièrement la chaine, la cassette, le pédalier, etc. Bien que le lavage puisse être une option, attention de ne pas introduire l'eau dans le vélo car le gel de l'eau peut causer plusieurs problèmes.
Si l'eau rentre dans les câbles de freinage ou des dérailleurs, ils pourraient geler, et les freins et/ou les dérailleurs pourraient ne plus fonctionner.

## Types

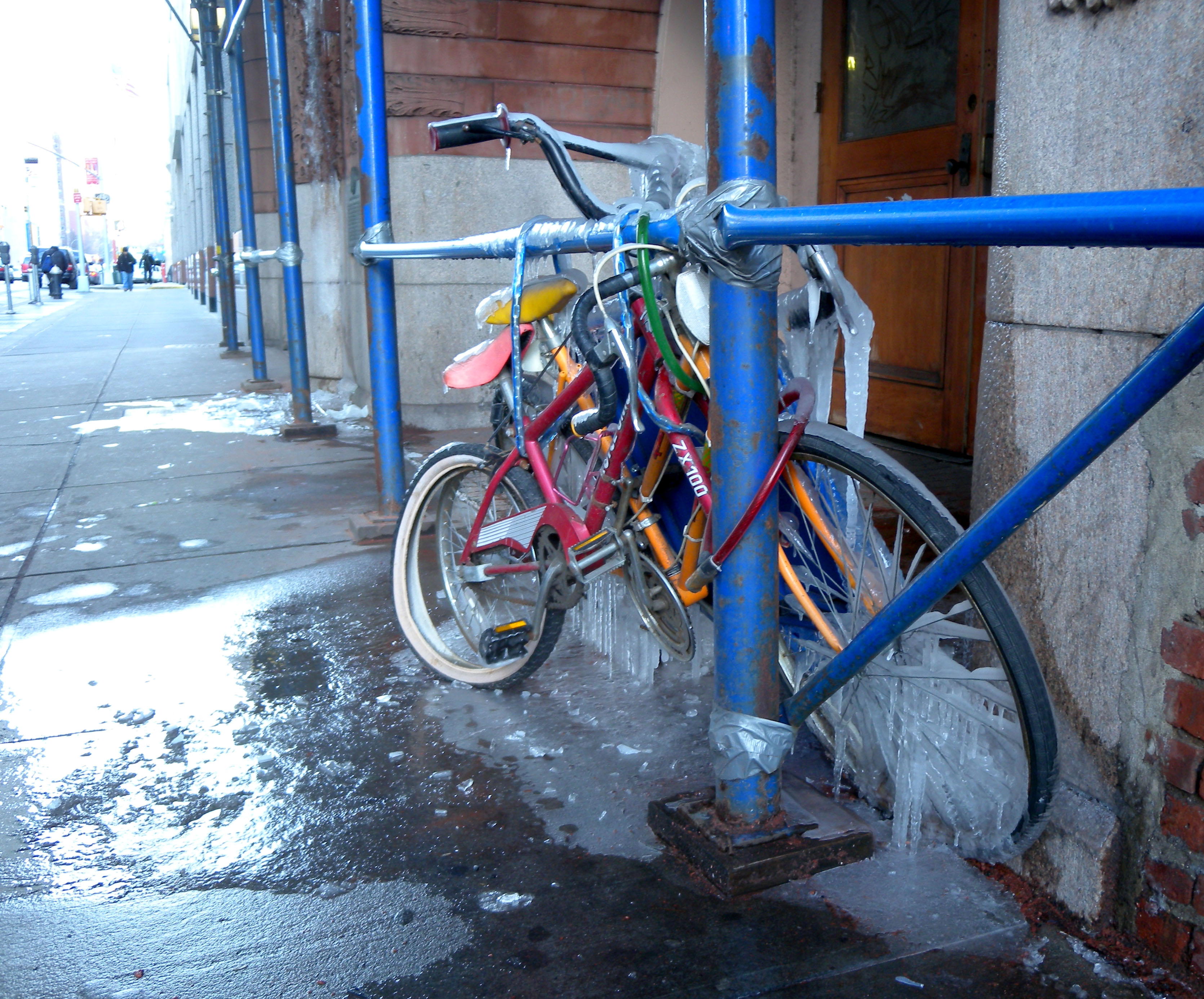
Stationnement en ville pendant l'hiver.

De nombreux cyclistes urbains utilisent le vélo pendant l'hiver, de préférence un VTT, même dans les régions où la température peut descendre jusqu'à -30 degrés Celsius. Les motivations pour se déplacer à vélo en hiver restent les mêmes que pendant le reste de l'année (activité physique, évitement des embouteillages, réduction des frais d'essence, stationnement, entretien...). Toutefois des difficultés apparaissent en hiver : les pistes cyclables ne sont pas toujours déneigées et, sur les routes, la neige est repoussée à l'extérieur par les voitures ou le déneigement, ce qui réduit l'espace disponible pour la cohabitation voiture-vélo.

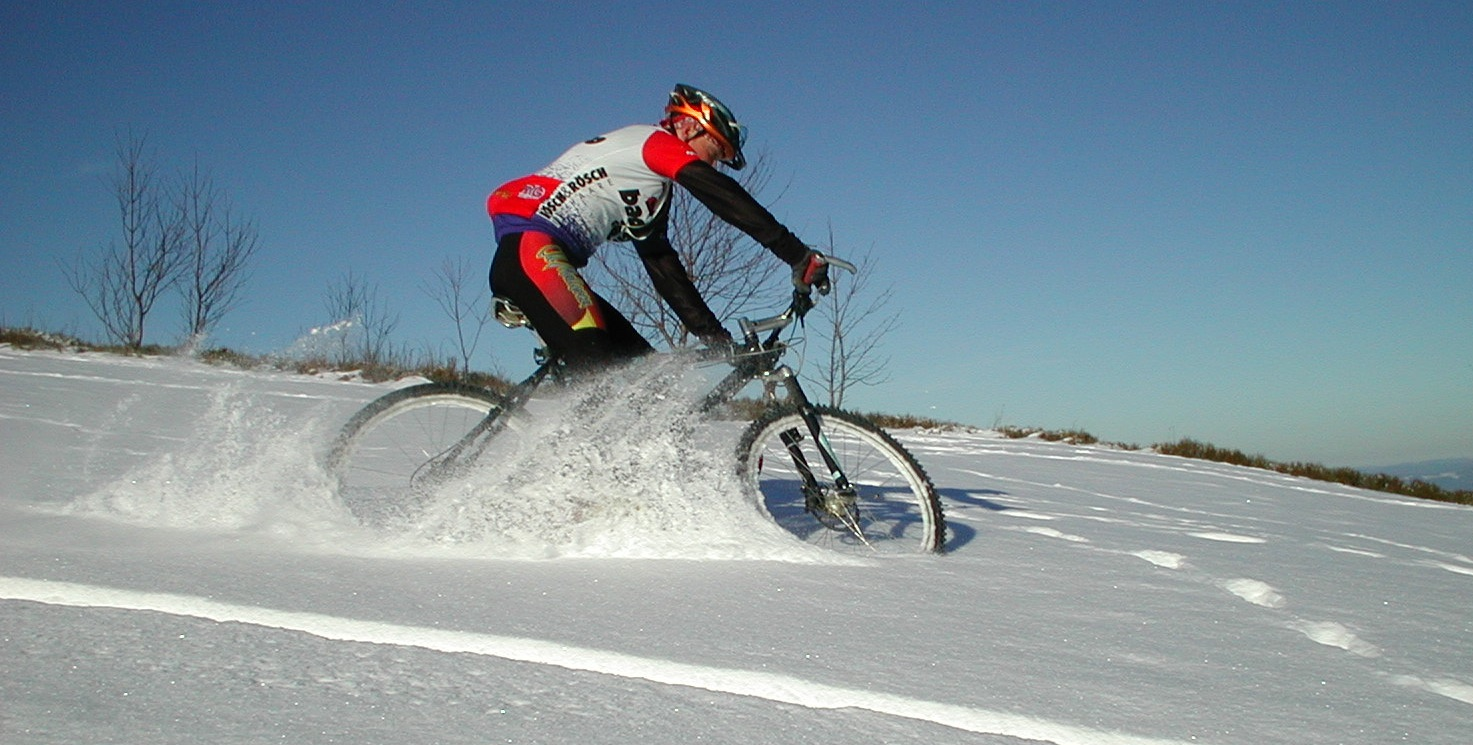
Un cycliste sur une piste enneigée.

Des cyclistes roulent sur la neige bien emballée comme les pistes de motoneige. Pour aller dans les pistes de neige hors des rues, beaucoup de cyclistes hivernaux utilisent des vélos tout terrain qui peuvent être montés avec de gros pneus et les pneus sont souvent utilisés avec une faible pression, pour que plus de surface de pneu soit en contact avec la route. Des cyclistes non routiers utilisent des pneus spéciaux conçus pour une pression très basse, aussi peu que 20 PSI (1.3 bar). Des cyclistes qui vont sur les lacs gelés utilisent des pneus modifiés qui sont percés par des centaines d'écrous en fer, pour réduire le danger du glissage.